# Piñericosas

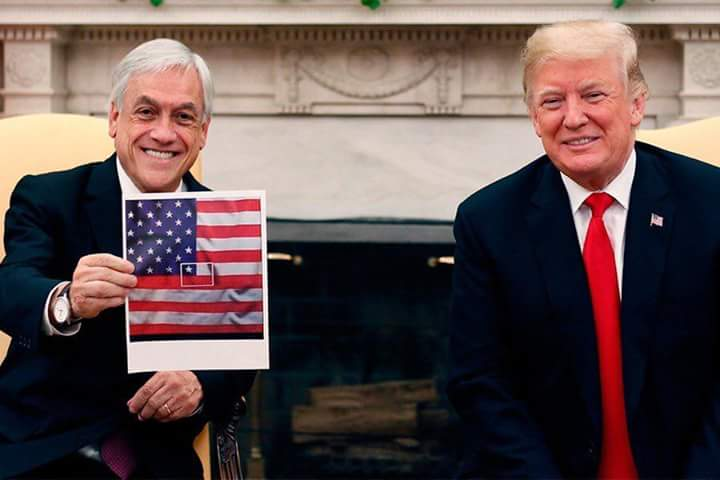
Sebastián Piñera en 2018 en los Estados Unidos, junto a Donald Trump

Piñericosas o piñerismos son expresiones lingüísticas y gráficas para designar un conjunto de situaciones relacionadas con el empresario y político Sebastián Piñera (1949-2024) durante su primer gobierno (2010-2014) como presidente de Chile y parte de su segundo gobierno (2018-2022) hasta antes del denominado estallido social. La mayoría de estas expresiones se refieren a lapsus, errores, impases comunicacionales y hechos anecdotarios protagonizados por él.
La palabra «piñerismo» se origina al unir el nombre propio del político con el sufijo latino «-ismo», de modo similar al término bushismo, creado para referirse a similares situaciones vividas por el presidente de los Estados Unidos George W. Bush, entre 2001 y 2009. En tanto, la palabra «piñericosas» proviene de una deformación de «Condoricosas», una sección de chistes cortos en la revista chilena de humor Condorito, popular en Latinoamérica, dedicada a equivocaciones o «condoros» que el personaje principal comete. La palabra «piñericosas» apareció por primera vez en una sección de chistes gráficos hechos por Francisco Castillo en The Clinic, y fue acuñada así por el redactor de humor Juan Pablo Barros. Con la popularización de las «piñericosas» en internet, la palabra «piñerismos» ha caído en desuso en los medios.
Varios de estos sucesos alcanzaron un alto impacto mediático en Chile, especialmente debido a la difusión a través de redes sociales como Facebook, Twitter, Instagram o YouTube, que convirtieron a diversos de estos lapsus presidenciales en fenómenos de Internet. Piñera y su gobierno fueron fuertes impulsores del uso de estos medios de comunicación, lo que facilitó la difusión de muchas de estas anécdotas, que se convertieron en trending topic.
Pese a que la mayoría de estos «piñerismos» fueron errores de poco o nulo impacto real, una gran cantidad de ellos generaron un fuerte cuestionamiento y críticas a la capacidad discursiva del presidente y de su personalidad. Este tipo de problemas lo acarrea desde las campañas presidenciales, llegando a ser catalogado como «incontinencia verbal» por el sociólogo Pablo Huneeus, e incluso llega al nivel de ser cuestionado por historiadores cuando sus intervenciones poseen errores.
El semanario chileno The Clinic editó un libro titulado Piñericosas, que corresponde a una recopilación de hechos de anécdotas e impasses de Sebastián Piñera. El libro cumplió más de 40 semanas como best seller en Chile.

## Primer gobierno

### Terremoto de Chile de 2010
Sebastián Piñera asumió el cargo de presidente de la República de Chile el 11 de marzo de 2010, a menos de dos semanas de que un fuerte terremoto afectara gran parte del país. Debido a dicha situación, gran parte de sus primeros días de gestión se dedicaron a las labores de apoyo a los miles de familias afectadas, para lo cual recorrió varias localidades de la zona centro y sur del país. Piñera, en sus primeros días de gobierno y en medio de un acontecimiento histórico, acaparó de manera importante la cobertura de los medios de comunicación nacionales e internacionales. Fue en este contexto que una serie de lapsus linguae fueron captados por la prensa y ampliamente difundidos.
Los casos más populares fueron cuando en dos discursos, Piñera se refirió al maremoto ocurrido en las costas chilenas. El mismo día en que asumió, y luego de una fuerte réplica producida durante la ceremonia de asunción, se dirigió a la prensa para ratificar la «alerta de ‘tusunami’» generada por la ONEMI, en lugar de la palabra correcta «tsunami». Días después, el 21 de marzo, mientras inauguraba la Feria Internacional del Aire y del Espacio (FIDAE), el presidente se refirió al «marepoto», mezclando el término correcto con la palabra «poto», que en Chile y otros países latinoamericanos es sinónimo de nalgas. Ambos casos se convirtieron rápidamente en temas de conversación y de burlas, generando una serie de videos en YouTube haciendo parodias y canciones con dichos errores.

### Confunde Alexander Selkirk con Robinson Crusoe

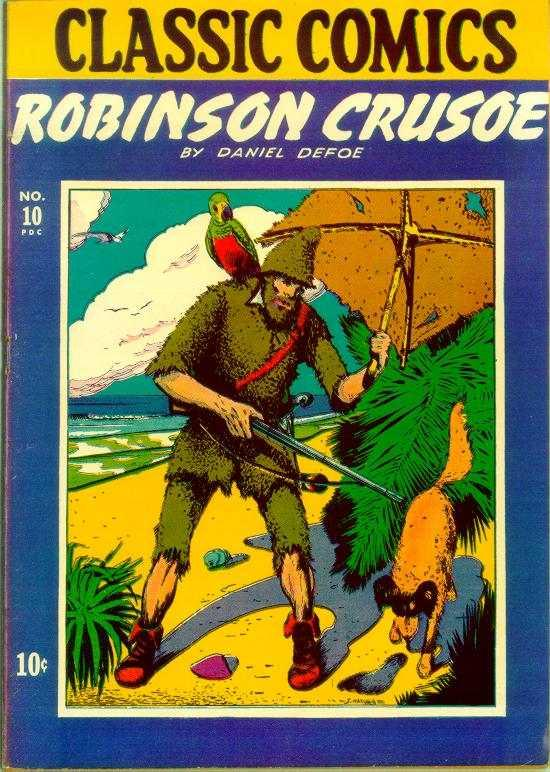
Robinson Crusoe es un personaje ficticio, basado en la historia del marino Alexander Selkirk.

Días después, Piñera participó en la inauguración del Colegio Insular Robinson Crusoe, que había sido destruido por el maremoto del 27 de febrero de 2010. Allí, cometió otro error al referirse al personaje ficticio Robinson Crusoe como si hubiera vivido efectivamente en la isla Robinson Crusoe, parte del archipiélago Juan Fernández. Crusoe fue creado por el escritor Daniel Defoe inspirado en la historia del marino escocés Alexander Selkirk, quien vivió cuatro años en el archipiélago. Este hecho sería el primero de una serie de errores históricos que mencionaría el presidente chileno en sus discursos.

En esta isla vivió, durante cuatro largos años, Robinson Crusoe, cuya historia no solamente fascinó y emocionó al mundo entero sino que puso en el mapa del mundo a esta isla en la cual viven ochocientas chilenas y chilenos.
Sebastián Piñera, 22 de abril de 2010.

Posteriormente, Piñera se referiría a estos temas cuando dio una entrevista recapitulando los principales hechos del año 2010 al diario La Cuarta. En ella dijo que sus errores le causaban gracia y que “me hacen reír como niño, como cuando dije tusunami”. Al explicar el error sobre Crusoe, Piñera nuevamente tuvo un error al confundir al autor Daniel Defoe con el actor Willem Dafoe.

Yo siempre he sido un gran admirador de Willem Dafoe, quien fue el que escribió la novela Robinson Crusoe. Esa vez le decía a los lugareños que el que puso en el mapa del mundo esta isla fue Crusoe, así que podríamos decir que Crusoe es habitante de esta isla.
Sebastián Piñera, 2 de enero de 2011.

### Rescate de los mineros de la mina San José

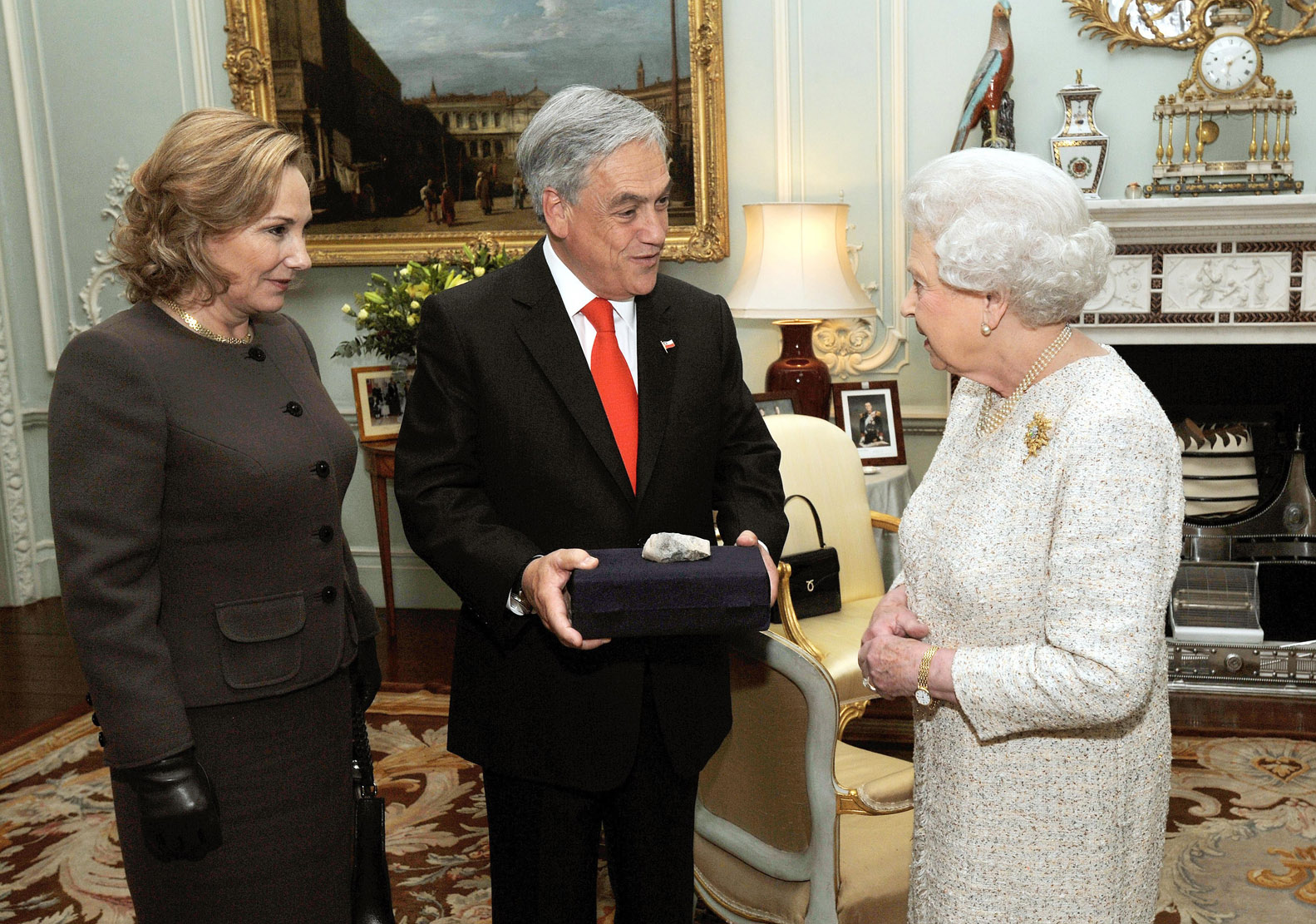
Sebastián Piñera y su esposa Cecilia Morel entregan una piedra de la mina San José a la reina Isabel II del Reino Unido.

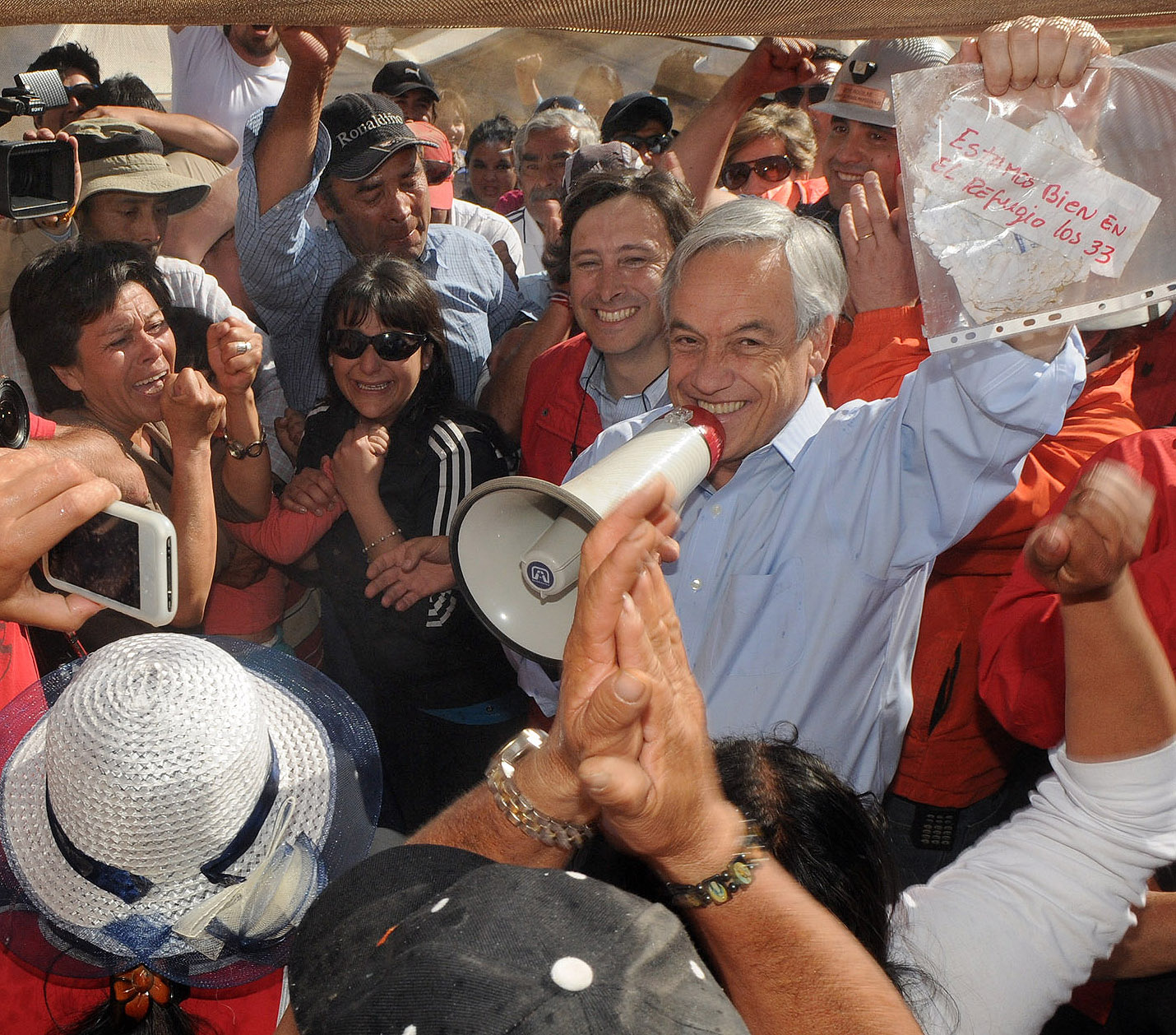
Sebastián Piñera muestra el primer mensaje enviado por los mineros desde el fondo de la mina. Dicho papel sería objeto de una serie de anécdotas en los días posteriores.

El 5 de agosto de 2010, un grupo de 33 mineros quedaron atrapados en la mina San José, al norte de la ciudad chilena de Copiapó. El gobierno inició un operativo de rescate que tardó más de dos meses hasta que finalmente fueron rescatados el 13 de octubre. El hecho acaparó la atención de la prensa mundial y fue transmitido en vivo, alcanzando una cifra de espectadores superior a mil millones de personas en directo, convirtiéndolo en uno de los más vistos en la historia. Según un estudio, el impacto mediático mundial del rescate es el mayor de la historia reciente de Chile, lo que catapultó la imagen de Piñera a nivel mundial, al estar presente durante el rescate; una firma estadounidense de comunicaciones calificó a Piñera como el “mejor comunicador del mundo” luego del evento.
Pese al impacto mundial, la opinión no fue tan favorable dentro del país debido a una serie de «piñerismos» ocurridos durante esos días. En el momento de mayor audiencia, cuando se rescató al primer minero, Piñera se posicionó para ser el primero en recibir a Florencio Ávalos, pero posteriormente lo llamaría «Florencio Ceballos» en el discurso que dio a continuación.

#### Gira a Europa
La gira de Estado que Piñera tenía agendada para mediados de octubre a Europa se vio marcada por el reciente rescate minero, siendo tema de conversación permanente en la gira con otros jefes de Estado. En su visita al Reino Unido, Piñera regaló a la reina Isabel II del Reino Unido un trozo de roca de la mina, lo cual fue ampliamente comentado y parodiado. En cada evento al que asistía, mostraba el primer mensaje que enviaron los mineros cuando fueron contactados por los rescatistas y que sirvió como prueba de que ellos se mantenían con vida. El 21 de octubre, mientras se encontraban aún en Inglaterra, un nuevo impasse fue detectado por las cámaras de televisión cuando Piñera, al dirigirse a la prensa, decide mostrar el mensaje mientras su esposa Cecilia Morel le susurra al lado que por favor no lo muestre nuevamente, para evitar la sobreexposición mediática de este hecho.
La gira de Piñera a Europa y sus anécdotas fueron criticadas particularmente por la oposición, que consideró que Piñera cometió una serie de desaciertos abusando de la repercusión mediática del desastre de los mineros de Atacama. El expresidente Ricardo Lagos manifestó en su momento quedarse con las palabras de Morel “en el sentido que ella estaba consciente que a lo mejor había una sobreexposición de mostrar el papelito”.
Un último incidente en la gira ocurrió cuando, el sábado 23 de octubre, Piñera causó el desconcierto del presidente de Alemania, Christian Wulff, al firmar el libro de oro de visitas ilustres de ese país con la frase “Deutschland, Deutschland über alles” (en español, “Alemania, Alemania sobre todo”), un extracto habitualmente omitido del Himno nacional germano por estar relacionado con el régimen nacionalsocialista del Tercer Reich. La noticia del hecho, publicada el día 25 por el periódico alemán Süddeutsche Zeitung, recibió amplia cobertura nacional e internacional. El presidente explicó el hecho en Alemania y Chile, alegando ignorar la posible relación entre la frase y un pasado oscuro de Alemania. Finalmente, el cuerpo diplomático alemán retiró los saludos de Piñera y le solicitó que redactara un nuevo mensaje para incorporarlo en el libro.

#### A un año del derrumbe de la mina San José
El 6 de agosto de 2011 Piñera se encontraba saliendo de una ceremonia oficial para conmemorar un año del derrumbe en la mina San José. Al tocar el rostro de un niño de unos cuatro años que estaba ahí presente, en brazos de la Primera dama Cecilia Morel, este respondió al mandatario con un golpe en el rostro. El presidente no se enfadó por el incidente, sino que más bien esbozó una sonrisa de sorpresa, mientras que otros testigos intentaban esconder sus risas.

### Lapsus animal
El 27 de enero de 2011 durante una actividad en el Sur del país, Piñera citó al leopardo como especie en peligro de extinción en el territorio nacional diciendo:

Hay tantas otras especies que si no las cuidamos se van a extinguir, como por ejemplo el cóndor, el huemul, o el leopardo.

Sin embargo en Chile no habitan leopardos.

### Lapsus
Piñera se ha caracterizado por una serie de lapsus linguae, aparte de los ya mencionados «marepoto» y «tusunami», especialmente durante diversos discursos que ha dado. 

#### Cuentas Públicas
Cada 21 de mayo en Chile se conmemora el Día de las Glorias Navales, y hasta 2016 el mismo día el presidente actual realiza un discurso ante el Congreso pleno en el cual da cuenta pública del estado administrativo y político del país. En dos de sus discursos, Sebastián Piñera ha cometido errores discursivos.
Durante su primer mensaje a la nación, el 21 de mayo de 2010, pronunció «cáncer de mamos» en vez de «cáncer de mama» y luego se refirió a la desaparecida República centroeuropea de Checoslovaquia como meta de Chile para alcanzar el desarrollo (en lugar de República Checa) ubicándola además en el sur de Europa.
Un año después, en su segundo discurso ante el congreso y la nación, cometió tres lapsus (dos de ellos consecutivos). Los primeros dos fueron en una misma frase, dentro de la temática "Cultura" donde el Presidente anunciaba la construcción de nuevos «tiatros» (en vez de «teatros») y luego enumera las ciudades donde estarán emplazados, entre estas «Rancuagua» (en vez de «Rancagua»):

Y durante nuestro Gobierno, vamos a entregar cinco nuevos ‘tiatros’ regionales en Iquique, La Serena, ‘Rancuagua’, Concepción y Punta Arenas.
Sebastián Piñera, 21 de mayo de 2011.

El tercer lapsus de este discurso fue en el tema "Telecomunicaciones", diciendo «Intenet» en lugar de «Internet».
Al año siguiente, el 2012, el error más comentado de Piñera en el discurso del 21 de mayo fue una afirmación relativa a los nuevos límites de consumo de alcohol permitidos a los conductores de vehículos. Al respecto el presidente lanzó una sentencia que fue recibida con murmullos y expectación en el Salón Plenario del Congreso:

"Si usted maneja, no conduce".
Sebastián Piñera, 21 de mayo de 2012.

#### Otros lapsus
Diversos lapsus linguae fueron también registrados. Durante las celebraciones del Bicentenario chileno, Piñera cometió un nuevo error al conjugar erróneamente el verbo «cubrir» y pronunciar mal la palabra «mártires», mientras se izaba la Bandera Bicentenario.

Es la misma bandera con que hemos ‘cubrido’ tantas veces los féretros de nuestros ‘mártis’
Sebastián Piñera, 17 de septiembre de 2010.

Junto a estos incidentes verbales, otros lapsus calami ocurrieron, especialmente a través de la cuenta de Twitter. Piñera fue uno de los primeros políticos chilenos en utilizar de forma importante redes sociales y de los primeros con una cuenta personal en Twitter. Fue además uno de los pocos mandatarios que manejan dicha cuenta de forma personal y no a través de encargados de prensa. La cuenta @sebastianpinera se convirtió así en un medio directo de comunicación del presidente, pero en diversas ocasiones sus mensajes fueron motivo de comentarios y burlas, usualmente por errores ortográficos o gramaticales. Algunos de estos errores ocurrieron incluso cuando era candidato para las elecciones presidenciales de 2009: los casos más famosos fueron cuando aseguró que podría ver la Antártica desde el estrecho de Magallanes pese a los casi 1300 kilómetros de distancia, y cuando mencionó «la galactea»  [sic], una mezcla entre «Vía Láctea» y «galaxia». El término «galáctia» reaparecería posteriormente en un discurso donde Piñera hablaba del desarrollo futuro de la humanidad en el espacio exterior, en septiembre de 2010.

Nunca han mirado las estrellas, la galactea o el fondo del alma? Una cosa es mirar e intentar descubrir y otra cosa ver que es lo sensorial
@sebastianpinera, 7 de septiembre de 2009.

Otro hecho notorio ocurrió cuando, en medio de las manifestaciones populares contrarias a la aprobación de la planta termoeléctrica Barrancones, Piñera anunció vía Twitter que había hablado con las empresas involucradas y que finalmente el proyecto ubicado cerca de la Reserva Nacional Pingüino de Humboldt no se realizaría. En el mensaje, Piñera dijo que se protegería el sector de Punta Gaviota como «gabiota».

Hemos logrado gran solución para proteger santuario de naturaleza punta choros, isla damas y gabiota
@sebastianpinera, 26 de agosto de 2010.

También confundió la ciudad de Brasilia y la mencionó como «Brasilea» luego de asistir a la asunción de Dilma Rousseff, escribió «extrangero» en lugar de «extranjero», y mencionó que uno de los rivales de la selección de fútbol de Chile en la Copa Mundial de Fútbol de 2010 era Grecia, en lugar de Suiza. Piñera, en este último caso, dijo que el error se debió al corrector ortográfico de su móvil.
En una entrevista, Piñera manifestó que varios de estos errores habían sido generados no por él, sino por su hija Magdalena Piñera, quien actuaba como asesora personal y que también controla a veces su cuenta de Twitter.
El 7 de enero de 2011, durante una entrevista realizada por el diario La Cuarta, Piñera repasó el año 2010 donde denomina al Cisarro como «Capurro».

"Vamos a seguir combatiendo la delincuencia con toda la fuerza y rigor del mundo, pero vamos a fortalecer el trabajo de prevención. Por ejemplo, cuando un niño deserta de la escuela o tiene su primer contacto con la droga, ese es el momento para intervenir como sociedad. Si no hacemos nada como ocurre hoy y esperamos, como pasa con el caso del niño ¿Cómo se llama? ¿Capurro?.

El 4 de julio de 2011, durante la ceremonia del bicentenario del Congreso Nacional de Chile confundió al compositor del Himno Nacional, denominó a Eusebio Lillo como «Eusebio Libio».
El 2 de diciembre de 2011, durante la obertura de la Teletón, conjugó erróneamente el verbo «poder», pronunciando «podimos», en vez de pudimos.

"Ha llegado el fin de año, tiempo en que nos preguntamos, qué hicimos bien, qué hicimos mal, qué ‘podimos’ haber hecho mejor".

### Cuenta Pública 2012
Durante la Cuenta Pública del 5 de mayo de 2012 mientras Sebastián Piñera hablaba sobre la nueva ley de «Tolerancia Cero» dijo: 

"Si usted maneja, no conduce".

En lugar de decir si usted bebe no conduce, o si usted bebe no maneja.

### Errores sobre hechos y personajes históricos o ficticios
Piñera también se ha caracterizado por cometer, durante sus discursos, errores relativos a personajes o hechos históricos, causando gran revuelo. Uno de los más famosos tuvo lugar cuando participó en la ceremonia de inauguración de la Feria del Libro de la Plaza de Armas de Santiago, el 23 de abril de 2010. Allí, Piñera nombró una serie de destacados literatos chilenos, e incluyó a Nicanor Parra en una lista de escritores ya fallecidos, pese a que este aún estaba vivo e incluso, en ese momento, era finalista para el Premio Príncipe de Asturias de las Letras.
El 22 de agosto de 2010, al comenzar su gira a lo largo del país para la celebración del Bicentenario chileno en la Región de Magallanes, confundió varios hechos respecto al descubrimiento de Chile en 1520 por la expedición dirigida por Hernando de Magallanes.

«Partiendo por la epopeya de Magallanes, que zarpó de España con más de 240 hombres en la nao Trinidad, y llegó a estas tierras y pasó por muchos momentos difíciles y dramáticos. Por de pronto, la historia de Puerto Hambre, donde dejó a muchos, que posteriormente murieron de hambre y de ahí el triste nombre de Puerto de Hambre, que fue el origen de la colonización española en estas tierras. La nao Victoria que fue con la que se continuó la epopeya de dar la vuelta al mundo, que la continuó Sebastián Elcano, porque Magallanes murió en tierras filipinas. Y regresaron a España después de muchos años, con un puñado de hombres, porque la inmensa mayoría murió en el camino y eso es parte de la historia de estas tierras.»
Sebastián Piñera, Punta Arenas, 22 de agosto de 2010.

El discurso poseía una serie de errores, pues zarparon menos de 240 hombres (234 para ser exactos) en el total de la expedición y sólo 55 en la Trinidad. Puerto del Hambre no fue fundado por Magallanes ni dejó hombres en las costas del estrecho de Magallanes; con el nombre de Ciudad Rey Don Felipe, Pedro Sarmiento de Gamboa fundó la primera localidad en la Patagonia en 1584, más de 60 años después de la muerte de Magallanes.
En la misma ciudad, pero el 14 de enero de 2011, Piñera cometió un nuevo error mientras efectuaba un discurso en respuesta a las fuertes movilizaciones por el alza del gas que ocurrieron en la Región de Magallanes. El presidente argumentó que la zona debía reducir el consumo de petróleo y gas natural para evitar que estos se terminaran tal «como se terminó el salitre a fines del siglo XIX». La extracción salitrera, que fue el gran recurso económico chileno hasta los años 1920, no dejó de existir sino disminuyó considerablemente debido a La Gran Depresión y luego al no ser rentable por la invención del salitre sintético por Alemania, pero continúa en la actualidad para algunos usos específicos.
El viernes 17 de junio de 2011, Piñera confundió la historia bíblica de Caín y Abel durante su alocución en la ceremonia del aniversario 78 de la Policía de Investigaciones de Chile, al asegurar que no se podría acabar con la delincuencia pues se remonta a la creación. En dicha alocución mencionó el primer asesinato, según lo descrito por el Génesis, pero cambió los roles asegurando que Abel había matado a Caín y no al revés. El 5 de diciembre de 2016, en una entrevista para Radio Cooperativa quiso referirse al mismo relato, afirmando esta vez que «el primer asesinato» había sido el de Abel sobre Adán.
El 22 de febrero de 2012, en un hecho que nuevamente fue calificado como «piñericosa» por diversos medios de prensa, durante un discurso en la ciudad de Curicó, sorprendió a la concurrencia al mencionar que el lugar era la tierra natal del poeta Pablo Neruda, quien en realidad nació en Parral (a 158 km de Curicó) y pasó su infancia en Temuco (a 504 km de Curicó):

«No nos olvidemos que ésta (Curicó) es la tierra natal del poeta Pablo Neruda.»
Sebastián Piñera, Curicó, 22 de febrero de 2012.

El mismo 22 de febrero de 2012, también fue recogida por los medios, debido a su oscura construcción gramatical, la siguiente declaración del presidente Piñera:

«Quiero decirles a los críticos, que solo saben criticar, que si realmente quieren criticar, les pedimos que aporten, que ayuden, que empujen en la misma dirección.»
Sebastián Piñera.

El 21 de agosto de 2012, nuevamente cometió un error con el antipoeta Nicanor Parra, refiriéndose a este como «Nicolás Parra» durante la ceremonia de premiación del programa Capital Semilla.
Una semana después, el 29 de agosto de 2012, de visita en la ciudad de Linares, donde inauguraba los conjuntos habitacionales El Peral y El Molino II, el Mandatario mencionó el nombre de Ambrosio Rodríguez, abogado y ex procurador general de la República durante la dictadura de Augusto Pinochet, como fundador de dicha histórica ciudad, confundiéndolo con Ambrosio O'Higgins, gobernador durante la Colonia y padre de Bernardo O'Higgins.
El 11 de febrero de 2013, el presidente recibió en el Palacio de la Moneda al tenista español Rafael Nadal junto a los tenistas chilenos Nicolás Massú y Fernando González. Al recibirlos, Piñera hizo alusión a las otras veces que Nadal habría ido a Chile, pero este lo refutó haciéndole saber que era la primera vez que visitaba el país.
El 14 de marzo, durante el discurso pronunciado por Piñera respecto de la denominación del cardenal argentino Jorge Mario Bergoglio como el 266.º papa de la Iglesia católica, bajo el nombre de Francisco, Piñera erró la información aseverando que Bergoglio era el papa «número 67».
En agosto de 2013, en un discurso de homenaje al mejor atleta paralímpico de la historia chilena, Cristian Valenzuela, quien es no-vidente, pronunció: «Quizás también vamos a ser sede de los Juegos Panamericanos del año 2019 y por lo tanto, Cristian, queremos pedirle que no solo fije su mirada solamente en los Juegos Paraolímpicos (sic) Río de Janeiro (en 2016), sino que extienda su carrera hasta los Panamericanos».
El 26 de febrero de 2014 durante una alocución pública confundió el apellido del asesinado cantautor y activista Víctor Jara (1932-1973), llamándolo «Víctor Parra» en aparente confusión de su apellido real con el de la cantautora y folklorista Violeta Parra (1917-1967). Este lapsus se produjo durante el discurso de inauguración de un nuevo aeropuerto internacional construido en la comuna de Freire, en las inmediaciones de Temuco. El hecho fue catalogado como una "piñericosa" en medios periodísticos chilenos.
El 6 de noviembre de 2017, durante la transmisión del Debate Presidencial de Anatel sentenció: 

Lenin decía: «Miente, mente que algo queda»

 lo que posteriormente fue corregido por el candidato Eduardo Artés diciendo:

Lenin nunca dijo esa frase, amigo mío. Ese fue un dicho —y se lo puede explicar mejor el señor Kast— del Ministro de Propaganda del régimen nazi de Hitler.

Pero la cita tampoco era de quien creía Artés Este hecho ha sido muy comentado dando origen a videos en que se le parodia, mofas y memes en la red.
Al día siguiente, en el programa de televisión En buen chileno presidencial atribuyó al filósofo René Descartes una frase de Sócrates añadiendo la frase «y aún de eso no estoy seguro».

### Confusión de términos
Piñera en diversas ocasiones ha cometido errores confundiendo términos o conceptos, generando más de algún bochorno y que luego ha sido comentado en diversos medios de comunicación.
El 9 de octubre de 2010, durante un viaje a la Región de la Araucanía, Piñera estuvo junto a una comunidad mapuche y pronunció un discurso en el que decía haber visto a las machis «alimentar el laurel, el árbol sagrado», ante la sorpresa de los presentes, para los cuales su árbol sagrado es el canelo. Otra confusión con especies silvestres fue cuando inauguró el Servicio de Biodiversidad y Áreas Protegidas el 27 de enero de 2011, en cuyo discurso mencionó una lista de especies de la fauna chilena en peligro de extinción incorporando al leopardo, especie de las sabanas africanas.
El 2 de enero de 2011, durante una visita a Iquique, y luego de presentar el plan de gobierno para la región, la intendenta Luz Ebensperger le consultó sobre la renovación del Estadio Tierra de Campeones, en su respuesta confundió la Copa Chile (ganada por Deportes Iquique el año anterior) con la Copa América. Además, le dijo "alcaldesa" a la intendenta.

Iquique ganó la Copa América y va a jugar la Sudamericana, así que le doy dos opciones: Que avance muy alto en la Copa Sudamericana Deportes Iquique o si usted prefiere alcaldesa, que cuando venga Colo-Colo no deje la satisfacción del triunfo.
Sebastián Piñera, 7 de enero de 2011.

El 19 de febrero de 2011, mientras visitaba Cumpeo (una localidad en la Región del Maule) afirmó estar muy feliz de estar en la tierra de Condorito, pese a que el famoso personaje de historietas vivía en la ciudad ficticia de Pelotillehue y que, según el contexto de la tira cómica, estaba entre Cumpeo y Buenas Peras.
Durante las conmemoraciones del primer año del terremoto de Chile de 2010, Piñera cometió una serie de errores. En la localidad de Caleta Tumbes, el jefe de Estado cambió la fecha de la tragedia, moviéndola del 27 de febrero al 27 de septiembre. El día siguiente, esta vez en Cobquecura, Piñera mencionó que Chile había cumplido quinientos años durante 2010, en lugar de los 200 años que correspondían al Bicentenario.

En pocos segundo o minutos perdimos 220 mil viviendas, el déficit de viviendas en nuestro país era 600 mil la noche del 26 de septiembre, creció a 820 mil la madrugada del 27 de septiembre.
Sebastián Piñera, Caleta Tumbes, 26 de febrero de 2011.

Son muy pocos los países en el mundo —se cuentan con los dedos de unas pocas manos— que han tenido el privilegio de celebrar 500 años de vida independiente, como lo hicimos los chilenos
Sebastián Piñera, Cobquecura, 27 de febrero de 2011.

Otro hecho comentado fue durante el encuentro que tuvo con el rey Juan Carlos I de España en Madrid, el 8 de marzo de 2011. En ese caso, confundió la fecha de inicio de la expedición del conquistador Pedro de Valdivia, señalando que fue el año 2540 en lugar del correcto 1540.
El 4 de agosto de 2011, Sebastián Piñera aseguró que el Gobierno garantizará el orden público y el derecho de los jóvenes a asistir a clases. 
Declaró Piñera en relación con los 275 mil alumnos que están en paro, cada uno de los cuales ha perdido 230 horas de clases. El hecho fue comentado en las redes sociales, ya que la cifra es incorrecta.

«Hemos perdido 60 millones de horas de clases durante las últimas semanas, producto de los paros, tomas, manifestaciones y protestas. Y todo tiene su límite.»
Sebastián Piñera, 4 de agosto de 2011.

El miércoles 21 de diciembre de 2011, hizo una declaración pública elogiando la aprobación de la inscripción automática y el voto voluntario, comparándola con la obtención del voto femenino, pero se equivocó en la fecha: lo situó en 1849 en vez de 1949.

"Es equivalente a lo que ocurrió en «1849» cuando se otorgó el derecho de voto a las mujeres en nuestro país, equivalente a lo que ocurrió en 1958 cuando se estableció la cédula única de votación y por tanto se terminó con el cohecho".
Sebastián Piñera, 21 de diciembre de 2011.

Más adelante, el 29 de marzo de 2012, en su visita a Japón confundió el nombre del país con el de China.
En abril de 2012 se encontró con Julio Iglesias en el Aeropuerto de Santiago, en donde aseguró que el cantante español había ganado «todas las antorchas, todas las palomas», confundiendo estas últimas con las gaviotas del Festival de Viña del Mar.

### Impases con Marcelo Bielsa
El 3 de junio de 2010, otro bullado impasse lo vivió en su visita a la "Roja". En esa ocasión, se refirió a los jugadores por sus sobrenombres, hiriendo más de alguna sensibilidad, y llamó "loco" de forma adjetiva a Marcelo Bielsa. Lo que molestó a algunos jugadores, y fue muy comentado por la prensa.

"Chico Mark, Celia Punk, la magia del Mago Valdivia, el Huaso Cósmico, el talento del Niño Maravilla, la garra del Pitbull (...) Todos muy bien dirigidos por ese gran loco y entrenador, Marcelo Bielsa".
Sebastián Piñera, 3 de junio de 2010.

Como "una falta de respeto" calificó el volante de la selección chilena Mauricio Isla, el apodo utilizado por el presidente Sebastián Piñera para referirse al técnico de la selección Marcelo Bielsa. Esto luego de que el día anterior Mandatario se refiriera al DT rosarino como "loco", en la despedida oficial realizada por el jefe de Estado en Juan Pinto Durán.

"Pienso que el Presidente le faltó un poco el respeto en lo que le dijo en el apodo, porque no sé si a él (Bielsa) le gusta que le digan así. Al menos para mí, en lo personal, creo que el apodo utilizado por el Presidente fue una falta de respeto".
Mauricio Isla, 4 de junio de 2010.

El 1 de julio de 2010, Sebastián Piñera recibió al plantel de "la Roja", los condecoró con la medalla Bicentenario y los acompañó en los balcones para recibir el saludo de la gente. El momento más tenso de la jornada se vivió cuando el subsecretario de Deportes, que recibía a la delegación en el ingreso, no recibió saludo alguno de Marcelo Bielsa.
Instantes después, el rosarino intentó pasar otra vez desapercibido por el lado del presidente Sebastián Piñera, pero este le estiró la mano y recibió un frío saludo de vuelta sin mirarlo.
A 24 horas del gesto distante del DT con el Mandatario, hecho que había causado revuelo en los medios de comunicación y en las redes sociales, fue la vocera de Gobierno Ena von Baer quien comentó el "famoso saludo", según lo catalogó.

"Que cada ciudadano saque su propia conclusión. Cada uno es responsable respecto a sus actos (sic) pero nunca hay que olvidar que el Presidente Piñera es el Presidente de todos los chilenos"
Ena Von Baer, 2 de junio de 2010.

En la Alianza por Chile también hubo voces de reproche hacia Bielsa. En La Moneda evitaron comentar el gesto de Bielsa. Ante una consulta periodística, el ministro del Interior Rodrigo Hinzpeter sólo apuntó que "lo cortés no quita lo valiente".

### «La educación es un bien de consumo»
El 19 de julio de 2011, en el marco de la inauguración de una sede del Instituto Profesional del DUOC en Santiago. El mandatario señaló en la ocasión que la Educación "es un bien de consumo", para luego llamar a los estudiantes a participar en los nuevos cambios de la educación de Chile.

"Requerimos, sin duda, en esta sociedad moderna una mucho mayor interconexión entre el mundo de la educación y el mundo de la empresa, porque la educación cumple un doble propósito, es un "bien de consumo."
Sebastián Piñera, 19 de julio de 2011.

Muchos dirigentes estudiantiles y de oposición criticaron al mandatario por mencionar que la educación es un bien de consumo, ya que hacen alusión a que el presidente la comparó con un negocio. 
Aunque el ministro vocero de Gobierno, Andrés Chadwick, intentó aclarar los dichos del Presidente Piñera, quien sostuvo que la educación es "un bien de consumo". 

"No está referido a que (la educación) sea un bien de consumo como puede ser un automóvil", sino que quiere decir que "como bien público, como bien de todos los chilenos, uno puede también tener la posibilidad de optar entre los distintos y diversos sistemas educación que el país puede ofrecer".
Andrés Chadwick, 19 de julio de 2011.

### Haciendo ruido en misa de las víctimas de Juan Fernández
El 15 de septiembre de 2011, el mandatario Sebastián Piñera en una misa solemne en memoria de las 21 víctimas de la tragedia aérea de Juan Fernández, apoyándose en un esquivo reclinatorio, frente al cual Piñera decide arrastrarlo de vuelta a su ubicación, provocando un molesto chirrido que llega a interrumpir la misa, siendo parodiado esto en Internet y las redes sociales.

### Bromas a su ministro Joaquín Lavín
El 6 de julio de 2011, Piñera realizó en un tono distendido una curiosa analogía entre el ministro de Educación Joaquín Lavín y Antonio Varas, la inesperada comparación causó risa entre los asistentes, durante una actividad con padres y estudiantes en La Moneda.

"Este es el famoso salón Montt Varas: ahí está el Presidente Montt y ahí está su ministro que lo acompañó y que quiso ser Presidente pero no lo logró".
Sebastián Piñera, 6 de julio de 2011.

El 13 de octubre de 2011, Piñera pronunció durante la ceremonia en que se promovió la creación del Ministerio de Desarrollo Social que se instalará físicamente en el palacio de gobierno. Un acto que se desarrolló en el palacio de La Moneda, donde el ministro de la recién creada cartera, Joaquín Lavín fue víctima de una broma del mandatario, en directa alusión a las fallidas candidaturas presidenciales del ministro de la UDI. Provocando la risa de los presentes y diversas bromas dentro del oficialismo.

“Ministro, finalmente llegó a La Moneda”.
Sebastián Piñera, 13 de octubre de 2011.

### Descendiente de los incas
Durante la primera visita de Ollanta Humala en su calidad de presidente electo del Perú, en junio de 2011, Piñera aseguró haber comprobado "efectivamente" que era descendiente del emperador Huayna Cápac, que reinó el imperio inca entre 1493 y 1525. La respuesta del político peruano —tras su sorpresa— fue responderle diplomáticamente que entonces podrían darle la nacionalidad peruana. La mención a este parentesco motivó diversas bromas, pero también críticas al tratarse de una cita diplomática y protocolar. 

Pareciese ser este el estilo del Presidente, aunque no sabemos si es natural o es digitalizado por sus asesores. Ojalá me equivoque porque aquí también está en juego la imagen internacional del país, el que le puede jugar una mala pasada [...] Hay que tener una actitud muy cuidadosa y respetuosa con los países vecinos, y no debe existir espacio para las bromas y juegos. Un Mandatario debe saber que tiene que tener una compostura, pero al parecer este no es el caso.
Senador Jorge Pizarro (DC) en entrevista a Cambio21

El vínculo con el emperador Inca fue divulgado públicamente en noviembre de 2010, durante una visita oficial de Piñera a Lima, cuando la periodista peruana Sol Carreño puso en su conocimiento antecedentes al respecto, tomados del artículo Sebastián Piñera en la Wikipedia en español, donde dicha información apareció el 26 de enero de 2010.

### Polémico chiste en la cumbre de México
El miércoles 7 de diciembre de 2011, durante su participación en la clausura de la XIII Cumbre de jefes de Estado y de Gobierno en la localidad de Tuxtla, en México, Sebastián Piñera realizó una insólita analogía entre los políticos y las mujeres, la broma desató la risa de los que estaban allí presentes, pero fue calificada de  machista y sexista en las redes sociales y por dirigentas de oposición.
En su momento, cuando era candidato presidencial, Sebastián Piñera se encontró de casualidad con un grupo de docentes en Iquique y les contó el mismo chiste, lejos de molestarse, desató risas y fue celebrado por las educadoras presentes.  

«¿Sabe usted cuál es la diferencia entre un político y una dama?» Cuando el político dice que «sí» quiere decir «tal vez», cuando dice «tal vez» quiere decir que «no» y cuando dice que «no», no es político… Cuando una dama dice que «no» quiere decir «tal vez», cuando dice «tal vez» quiere decir que «sí», cuando dice que «sí» no es dama”.
Sebastián Piñera, 7 de diciembre de 2011.

A través de su cuenta de Twitter, la ministra del Servicio Nacional de la Mujer, Carolina Schmidt, expresó lo que parece ser una reacción ante el desafortunado chiste con que el presidente Sebastián Piñera comparó a los políticos y a las mujeres.

«Hay gente que disfruta con chistes de políticos, gordos, gallegos, hombres, mujeres.. En general ese tipo de bromas no me hace mucha gracia».
Carolina Schmidt, 7 de diciembre de 2011.

En tanto, la senadora Ximena Rincón tampoco se mostró agradada por el sentido del humor de Piñera y lo tildó como «prehistórico».

«Estas declaraciones machistas del Presidente Piñera ante decenas de jefes de Estado, son prehistóricamente lamentables y una vergüenza para nuestro país, por lo que lo emplazo a que clarifique cuál es la visión de su Gobierno frente a la mujer».
Ximena Rincón, 7 de diciembre de 2011.

El vocero de gobierno, Andrés Chadwick le bajó el perfil, calificándola como una anécdota sin mayor trascendencia.

«Yo creo que es un tema absolutamente de sentido del humor. Es una expresión y una broma que el Presidente ha usado en varias oportunidades, pero es sólo una cosa completamente anecdótica  que no tiene ninguna trascendencia».
Andrés Chadwick, 7 de diciembre de 2011.

### «Mejorando la raza»
El 27 de febrero de 2012 durante una visita a la ciudad de Los Ángeles, Piñera le comentó al exalcalde de esa localidad y por entonces diputado Joel Rosales, que en la zona se "estaba mejorando la raza", luego de que el diputado se le acercara con un niño rubio. El hashtag #MejorandoLaRaza se volvió trending topic n.º 1 a nivel nacional en Twitter. El hecho fue catalogado como una "piñericosa" en la prensa y levantó críticas.

### En el escritorio de la Oficina Oval

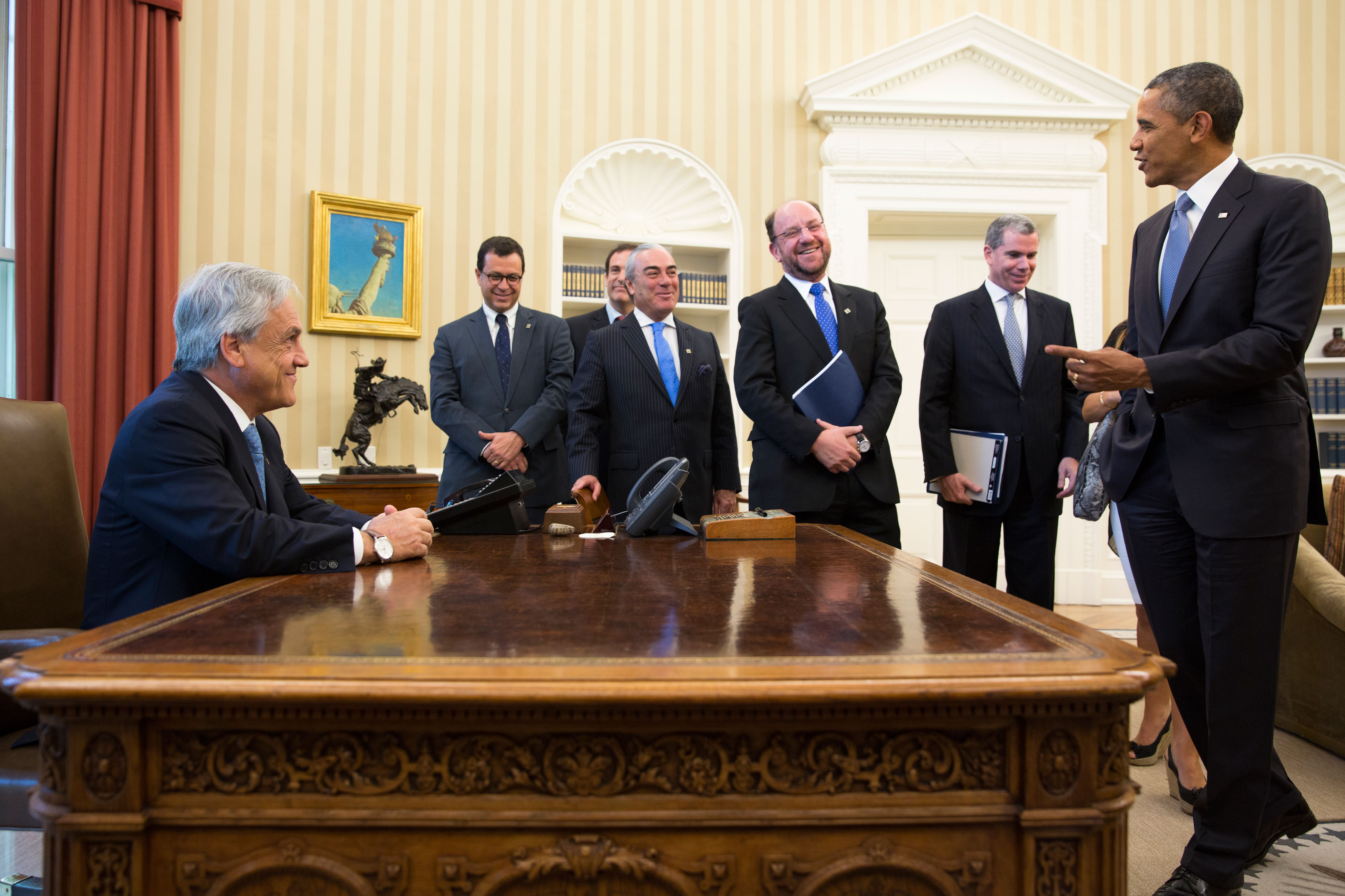
Fotografía de Piñera sentado en el escritorio del Despacho Oval.

El 4 de junio de 2013, durante una visita a la Casa Blanca y una reunión con el presidente Barack Obama en la Oficina Oval, Piñera se salió del protocolo de la reunión, procediendo a sentarse en el escritorio Resolute, que utilizan de manera oficial los presidentes de Estados Unidos desde que fuera regalado por la Reina Victoria en 1880. Según declaró el mandatario chileno, el fin era «tomarse una foto» ante la prensa que había acudido a cubrir el evento. Según una versión periodística, esta iniciativa provocó una «cara estupefacta del propio Obama al presenciar la escena y la notoria incomodidad del canciller chileno, Alfredo Moreno».
A raíz de esta situación se generaron críticas incluso al interior de su coalición política y en el extranjero. El hecho también fue calificado en la prensa como «piñericosa»

### Accidentes y caídas
En septiembre de 2005, como candidato presidencial, Piñera casi fue mordido por un lobo marino junto al río Valdivia en la ciudad homónima. En 2012, ya como presidente, durante una visita a la Antártida sufrió una caída mientras jugaba fútbol. El 30 de agosto de 2013, sufrió otra caída entre los escombros de unas construcciones edificadas en la localidad de Bajos de Mena, comuna de Puente Alto. Un fotógrafo registró el momento exacto del accidente, en donde se ve siendo afirmado por el alcalde de esa comuna Germán Codina, y sus fotografías se viralizaron rápidamente por las redes sociales, generándose diversos memes.

## Candidato presidencial en 2017

### «Nos hacemos los vivos»
En junio de 2017, durante su campaña presidencial, señaló:

«Me acaban de sugerir un juego muy entretenido: Todas las mujeres se tiran al suelo y se hacen las muertas, y nosotros, los hombres nos tiramos encima y nos hacemos los vivos. ¿Qué les parece?»

### Empujón a Cecilia Morel
El 19 de noviembre de 2017, durante la elección presidencial de ese año Piñera fue captado por las cámaras de televisión, cuando empujó ligeramente con el codo a su cónyuge Cecilia Morel, quien lo acompañaba en una conferencia de prensa, por los resultados obtenidos por este en la elección.

## Segundo gobierno

### Arriba del Palacio de La Moneda
El 3 de abril de 2018, Piñera junto a otros camarógrafos, apareció paseándose arriba del techo de La Moneda. La situación, que no pasó inadvertida, fue registrada por varias cámaras y celulares.
De acuerdo a fuentes de La Moneda, Piñera grabó un mensaje para difundir el uso de los paneles solares en el país, usando como ejemplo los que fueron instalados durante el último gobierno en el lugar.

### Interrumpido con bocina de carroza fúnebre en pleno discurso
El 4 de mayo de 2018, mientras Piñera daba un punto de prensa en Santiago informando sobre la entrega de subsidios de arriendo, durante la instancia tuvo que dejar de hablar luego que sonara incesantemente una bocina a lo lejos.
Justo en ese momento pasó una carroza fúnebre a un costado de la Plaza Yarur (donde daba el punto de prensa) y con el fuerte ruido, el mandatario debió hacer una pausa en su discurso.
Al principio preguntó al alcalde de Santiago Felipe Alessandri: 

¿Alcalde, este es un atentado organizado por la Municipalidad?

Cuando le informaron que se trataba de una carroza fúnebre, Sebastián Piñera dijo: 

“Bueno, pidamos a Dios que lo acoja en su santo seno”.

### El «robo» de la bicicleta antirrobos
El 7 de mayo de 2018 a Piñera se le presentó una bicicleta a prueba de robos creada por chilenos, y él, a modo de humorada, detecta como robarse la bicicleta, lo que desató risas entre los presentes.

### El mechón de pelo de la intendenta
El 28 de julio de 2018, durante la inauguración de las nuevas oficinas del Departamento de Extranjería y Migración (DEM), en presencia de varias autoridades como el ministro del Interior y Seguridad Pública, Andrés Chadwick, el subsecretario de la cartera, Rodrigo Ubilla, el ministro del Trabajo y Previsión Social, Nicolás Monckeberg y la intendenta de la Región Metropolitana, Karla Rubilar, Piñera bromeó cortándole un mechón de pelo de la intendenta, con la tijera utilizada en el tradicional protocolo del corte de cinta. El presidente luego le entregó el mechón a Chadwick, quien también se lo tomó con humor y guardó el pelo como un souvenir en su bolsillo.

### Desorden de papeles
El 8 de julio de 2018, Piñera sufrió un nuevo lapsus en el cual al estar dando una conferencia presentando el proyecto de ley de «Integridad Pública», se le desordenaron los papeles que conformaban su discurso.
En medio de su alocución, Piñera tuvo que pedir disculpas. "Déjenme ordenar los papeles", dijo visiblemente incómodo. Luego de unos 52 segundos, el jefe de Estado logró salir del lapsus y bromeó al respecto:

"¿Quién metió la mano aquí?, aquí está... si no es mi mujer, es el diablo".

Dijo entre las risas de los presentes.

### Eusebio Lillo
Durante su visita a Lota el 31 de julio de 2018, Piñera confundió al cuentista Baldomero Lillo con Eusebio Lillo, autor de la letra del Himno Nacional.

### Bandera de Chile dentro de la Bandera de Estados Unidos

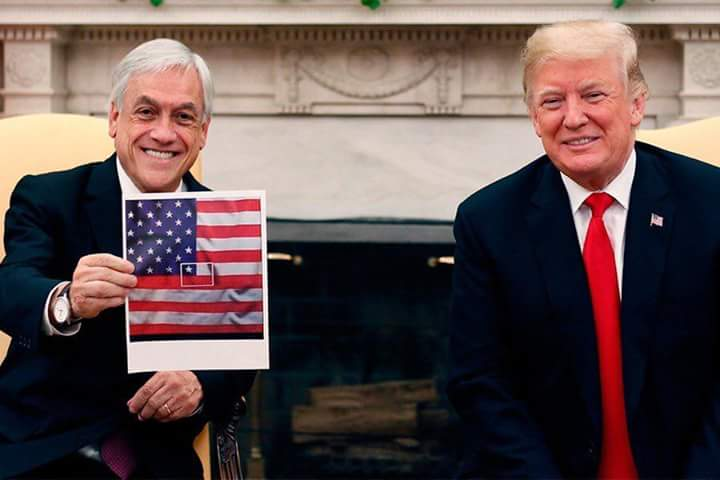
Piñera con Trump en la Casa Blanca, 28 de septiembre de 2018.

El día 28 de septiembre de 2018 en su visita a la Casa Blanca, Piñera sacó de su bolsillo una hoja de papel con el meme de una bandera de Estados Unidos alterada y dijo que Chile estaba en el corazón de los Estados Unidos, mostrándola en frente del entonces presidente Donald Trump y la prensa, lo que causó que Trump esbozase una pequeña sonrisa.

### Chiste de la minifalda
El 23 de octubre de 2018, para amenizar su discurso en Iquique, indicó el presidente el "principio de la minifalda": 

"Vamos a aplicar el viejo y sabio principio de la minifalda, tiene que ser lo suficientemente larga para cubrir lo fundamental y suficientemente corta para mantener la atención".

Tras lo dicho recibió múltiples quejas, tratándolo de machistas y de políticas afines al feminismo, una de ellas fue Maite Orsini, quien reclamó directamente al Presidente por esta presentación. 

“¿Usted no sabe de nuestra lucha? ¿Usted cree que somos objetos para su atención?”

 escribió en Twitter la diputada, mencionando también la cuenta oficial de Piñera.

### 1884
El 20 de diciembre de 2018 Piñera intentó ejemplificar su rechazo al proyecto de la llamada "Ley mordaza" con la más reconocida y aclamada novela de George Orwell, 1984, pero erró por un siglo: “Estoy en total desacuerdo con aquellos que las relativizan o que buscan explicaciones que no existen, pero de ahí a penar con cárcel el pensamiento… Esto ni siquiera en el oscuro sueño de Orwell, 1884, estaría consignado”.

### Cambio de nombre a poema
Al reunirse con los puntajes máximos nacionales en la Prueba de Selección Universitaria (PSU) el 4 de enero de 2019, menciona un conocido poema al que tituló como «Momentos» de Jorge Luis Borges, siendo que correspondía haberlo llamado como «Instantes» de la escritora Nadine Stair.

### Línea 10 del Metro de Santiago
El 22 de enero de 2019, en el contexto de la inauguración de Línea 3 del Metro de Santiago, Piñera señaló: 

Vamos a seguir creciendo. Viene la Línea 7, 8, 9 y 10...

 lo que generó  la sorpresa del director ejecutivo de Metro S.A., puesto que está planificado solamente hasta la Línea 9. lo que fue denominado una «piñericosa» por la prensa.

### Invitación y concierto de Paul McCartney
El viernes 15 de marzo de 2019, durante el primer Consejo de Gabinete del año, Piñera anunció a sus ministros: 

Tenemos un año 2019 lleno de desafíos, lleno de tareas por cumplir y, como una compensación, hemos decidido invitar a todo el Gabinete al concierto de Paul McCartney.

 Esta invitación no estuvo exenta de polémicas por parte de la opinión pública, ya que las entradas estaban a disposición del Ministerio del Deporte (debido a que el evento se realizaría en el Estadio Nacional), pero la ministra vocera Cecilia Pérez afirmó que Piñera "pagaría el costo de las entradas de su propio bolsillo".
La noche del miércoles 20 de marzo, aproximadamente a la mitad del concierto, McCartney anunció: 

Esta noche tenemos a alguien especial en el público. Quiero que saludemos a "el presidente".

 lo cual resultó en un abucheo generalizado por parte de la multitudinaria audiencia presente.

### Primer caso de coronavirus en Chile
Tras el anuncio de la llegada del primer caso de la enfermedad de coronavirus en el país, el 3 de marzo de 2020 Piñera en un discurso refiriéndose al suceso, al citar la ciudad de origen del COVID-19 dijo «Yahoo» o «Yahún» en lugar de «Wuhan», China.

### «Embarazadas de más de 13 meses»
El 30 de marzo de 2020, en el contexto del inicio de la vacunación contra la influenza, el presidente Sebastián Piñera cuando daba un discurso explicando la implementación del programa en mujeres, niños y adultos mayores, tuvo un impasse al decir: 

... "Las mujeres embarazadas con más de trece meses de embarazo"... (sic)

Posteriormente el presidente fue víctima de un trolleo en redes sociales ya que esto es imposible en humanos.

## Impacto y repercusiones
- El medio chileno The Clinic creó el sitio web "Piñerifrases" para denominar los errores mediáticos de Sebastián Piñera. Es un sitio que guarda archivos de audio de las Piñericosas.[132]
- Medios internacionales destacaron los errores o "piñericosas" de Sebastián Piñera en reiteradas ocasiones. Por ejemplo, la señal televisiva brasileña Globo News emitió una reseña sobre el tema en el programa Em Pauta, describiendo a Piñera como "o rei das gafes" (el rey de los errores y comentarios inconvenientes) y destacando uso de la palabra "piñericosas" para referirse a estas situaciones.[133]
- El término "piñericosas" no sólo ha sido utilizado por la prensa para referirse a errores o lapsus del presidente Sebastián Piñera, sino también para otros miembros de su gabinete, como en los siguientes casos:
  - Cuando el ministro de Defensa Nacional Jaime Ravinet, mientras explicaba los gastos de su cartera durante el terremoto de Chile de 2010, era cuestionado sobre el «puente mecano» instalado en el ingreso al puente Llacolén por Concepción (específicamente en el paso sobre la Avenida Costanera, que para el sismo se desplomó). Posterior a eso, se tomó un receso y, sin percatarse de que los micrófonos seguían encendidos, señaló que el puente (mecano) «vale callampa» (chilenismo que significa «valer nada»). Sufrió la misma suerte que Ossandón.[134]
  - Cuando la entonces ministra directora del Servicio Nacional de la Mujer (Sernam) Carolina Schmidt, en una ronda de declaraciones a medios de comunicación llamó al primer mandatario "Michelle Piñera", usando el nombre de su antecesora, Michelle Bachelet.[135]